# Palazzo Braschi
Palazzo Braschi é um grande palácio neoclássico localizado entre a Piazza Navona, o Campo de Fiori, o Corso Vittorio Emanuele II e a Piazza di Pasquino, no rione Parione de Roma. Atualmente abriga o Museu de Roma, que recobre a história da cidade no período da Idade Média até o século XIX.

## História

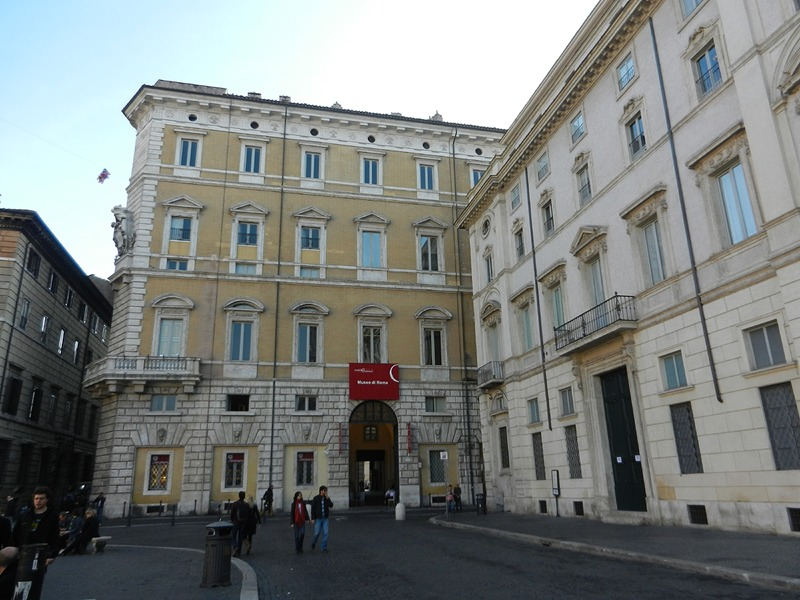
Vista do palácio à partir da Piazza Navona. À direita, o Palazzo Pamphilj.

Em 1790, o papa Pio VI Braschi adquiriu para sua família um palácio do século XVI que Giuliano da Sangallo havia construído para Francesco Orsini e para o qual Antonio da Sangallo, o Jovem, havia projetado uma lógia de frente para a Piazza Navona. Este palácio foi depois adquirido pelos Caracciolo di Santobono, uma família napolitana. Logo depois da compra, o duque Luigi Braschi Onesti encomendou uma reforma completa do edifício a Cosimo Morelli, que demoliu o chamado Palazzo Santobono e começou a reconstruí-lo num estilo neorenascentista, imitado depois em muitos outros edifícios do final do século XIX ao longo do Corso Vittorio Emanuele II. As obras foram suspensas em fevereiro de 1798 por causa da ocupação napoleônica de Roma, que durou até 1802 e durante a qual os franceses confiscaram a coleção de antiguidades recém-adquirida abrigada ali (os Braschi foram reembolsados). Em 1809, quando Roma foi declarada uma cidade imperial por Napoleão, o duque Luigi mudou-se para o palácio e foi declarado prefeito da cidade.
Quando ele morreu, em 1816, o palácio permaneceu inacabado e os fundos da família reduziram. Depois da unificação da Itália, em 1871, os herdeiros dos Braschi Onesti venderam o edifício para o governo italiano, que o transformou na sede do Ministério do Interior (atualmento no Palazzo del Viminale). Durante o período fascista italiano, o palácio foi utilizado como base política de Benito Mussolini. Depois da Segunda Guerra Mundial, ele abrigou 300 famílias de refugiados e muitos dos afrescos interiores foram seriamente danificados pelo fogo usado para os manter aquecidos. Em 1949, o palácio passou para as autoridades civis e, após uma ampla reforma em 1952, o Museu de Roma foi instalado ali.
A entrada principal fica na Via San Pantaleo (entre a Piazza Navona e Corso Vittorio Emanuele). O salão oval na entrada principal tem vista para Via San Pantaleo e leva à escadaria monumental com suas dezoito colunas de granito vermelho oriundas da galeria construída pelo imperador Calígula nas margens do Rio Tibre. Decorando a escada há esculturas antigas e estuques realizados por Luigi Acquisti e inspirados no mito de Aquiles. Na praça, na esquina sudoeste do palácio, está a mais famosa das estátuas falantes de Roma, o Pasquino.
O arquiteto neoclássico Giuseppe Valadier projetou a capela no primeiro andar e a fachada de mármore branco na igreja adjacente de San Pantaleo, que emprestou seu nome à praça em frente ao palácio.